# Chiesa di San Rocco (Sassello)
La chiesa di San Rocco è un luogo di culto cattolico situato nel comune di Sassello, in piazza San Rocco, in provincia di Savona.

## Storia e descrizione
L'edificio, lungo 20 metri e largo 10, è caratterizzato dal vivace colore rosso. Ha un piccolo campanile che sorge sull'abside e all'interno, dalle linee semplici e privo di decorazioni di rilievo, è conservata una tela attribuita a Domenico Piola.
In facciata, posta tra il portone di accesso e il rosone a mezzaluna, si trova una statua di San Rocco al quale la chiesa fu dedicata in ringraziamento per la scampata epidemia di peste del 1630.